# 宣懿皇后 (後周)
宣懿符皇后（931年—956年），符贏 ，后周世宗柴荣的第一任皇后，是天雄军节度使、魏王符彦卿之女。性格明果、胸怀大志。
符皇后為五代時期抗遼名將符彥卿的長女，一說名作金盞，幼年時指腹為婚，被符彥卿約定嫁給好友、成德節度使李守貞的兒子李宗訓。其时後漢高祖刘知远刚刚去世，相士说符氏有皇后之命，坚定了李守贞反对新皇帝刘承祐的决心。李守贞在河中（今山西永济）反叛，枢密使郭威奉命讨伐，李守贞兵败自杀。
李崇训亲手杀了自己的弟妹们，又欲杀妻，符氏匿于帷幔后，逃出一命。李崇训死后，符氏从帷幔中走出来，对冲进来的军士说：“郭公与吾王父有旧，汝辈无犯我。”郭威闻报，把她带回符彦卿的府邸，让她与父母团聚。她的母亲认为她婆家灭门，她应该出家修行，符氏生气道：“死生有命，谁能髡首跣足以求苟活也！”郭威非常欣赏符氏的沉稳勇敢，收符氏为义女。
郭威建立后周，命养子柴荣镇守澶渊（今河南濮阳）。柴荣在夫人刘氏死后求娶符氏，广顺二年（952年）冬，郭威将符氏许配给柴荣为继室。显德元年（954年）正月十七，郭威去世。正月廿一，柴荣即位，是为周世宗，四月十九册封符氏为皇后。符皇后谦和而有教养，而世宗脾气暴躁，符皇后从容劝说，使世宗能够冷静，于是世宗更加敬重符皇后。
955年底，世宗要率兵征讨南唐，符皇后认为不宜亲征，世宗不从，符皇后只好同行。南征没有进展，时值炎暑又遭暴雨，符皇后身染重病，回到京师汴京后，显德三年（956年）七月廿一，于汴京（河南开封）滋德殿病逝，终年二十六岁。世宗十分悲痛，为她服丧七日，谥为宣懿皇后，葬懿陵。
| 前任： 后汉李皇后 | 后周皇后 954年—956年 | 繼任： 宣慈符皇后 |

## 影視形象
浮世雙嬌傳符玉盞孟子義飾

## 延伸阅读
[在维基数据编辑]
 《舊五代史·卷121》，出自薛居正《舊五代史》
 《新五代史·卷20》，出自歐陽修《新五代史》